# Elassona
Elassona (griechisch Ελασσόνα (f. sg.)) ist eine Kleinstadt und Stadtgemeinde (Dimos) in der griechischen Region Thessalien. Sie liegt südwestlich des Olymp und nördlich von Larisa. Durch Elassona fließt der Fluss Elassonitikos, welcher südlich der Kleinstadt in den Titarisios mündet. Rechts (östlich) von Elassonitikos befindet sich die sogenannte „neue Stadt“, links (westlich) die „alte Stadt“, auch Varosi (Βαρόσι) genannt. Eine alte Steinbrücke aus osmanischer Zeit verbindet die beiden Stadtteile.
Elassona liegt 38 km von Larisa, 70 km von Katerini, 78 km von Kozani und 22 km von Tyrnavos entfernt.
Die Gemeinde Elassona wurde mit der Verwaltungsgliederung 2010 erheblich vergrößert und entspricht seither dem Gebiet der bis 1997 existierenden Provinz Elassona. Sie ist die zweitgrößte thessalische Gemeinde.
Elassona ist griechenlandweit bekannt für die Käseherstellung. Außerdem ist die Kleinstadt Sitz eines griechisch-orthodoxen Bischofs (Mitropolis von Elassona und Deskati).

## Geschichte
Die Stadt wurde erstmals im 8. Jahrhundert v. Chr. von Homer als Olosson erwähnt und war bekannt für ihre weißen Kreidefelsen. Elassona war zu jeder Zeit eine wichtige Zwischenstation auf dem Weg von Westmakedonien nach Ostthessalien und weiter südlich nach Zentralgriechenland. In Elassona begann der Weg nach Norden in Richtung Servia (Regionalbezirk Kozani) über den sogenannten Melouna-Pass zwischen dem Titaros im Osten und dem Kamvounia-Bergen im Westen des Passes. Entsprechend dieser strategischen Lage nahm die Stadt, obwohl hinsichtlich der Einwohnerzahl nicht sonderlich groß, eine immer wiederkehrende strategische Funktion ein.
Die Region um Elassona war vom Ende des 13. bzw. Anfang des 14. Jahrhunderts durch das osmanische Reich besetzt. Zuvor stand die Region unter der Kontrolle des byzantinischen Reiches seit 395 n. Chr., allerdings nicht ohne Unterbrechungen. Im 6. Jahrhundert fielen wie im restlichen Griechenland auch die slawischen Volksstämme ein und suchten (und fanden anteilig) Siedlungsgebiete. In der zweiten Hälfte des 8. Jahrhunderts expandierte das erste bulgarische Reich unter Zar Samuil auf die griechische Halbinsel und brachte weite Teile von Makedonien und Thessalien unter seine Kontrolle, darunter auch die Region von Elassona. Anfang des 10. Jahrhunderts eroberten die Byzantiner diese Gebiete wieder zurück. 1204 nach dem Fall von Konstantinopel durch den vierten Kreuzzug kam das Gebiet um Elassona an das lateinische Königreich Thessaloniki. Dessen Herrschaft währte nur bis 1224; es wurde mitsamt seiner Hauptstadt Thessaloniki vom Despotat Epirus erobert. Letzteres verlor die gewonnenen Gebiete östlich des eigentlichen Epirus im Verlaufe der Jahre bis 1259, der endgültigen Niederlage gegen das Kaiserreich Nicäa bei der Schlacht von Pelagonien. 1264 übte das „wiederbelebte“ byzantinische Reich wieder die Herrschaft über Elassona und seine Region aus. Mitte des 14. Jahrhunderts eroberten die Serben unter ihrem König Stefan Uroš IV. Dušan weite Teile Griechenlands einschließlich der Region von Elassona, konnten ihre neuen Besitztümer nicht lange halten. Ende des 14. Jahrhunderts endete die byzantinische Herrschaft endgültig, als die Osmanen Makedonien und Thessalien mit Ausnahme von Thessaloniki und Kassandra unterwarfen.
Die osmanische Herrschaft dauerte bis zum 20. Oktober 1912. Der griechische Unabhängigkeitskrieg 1821 bis 1829 sowie die Erhebungen der Griechen von 1854 und 1878 als auch beim Griechisch-Türkischen Krieg von 1897 war Elassona und die Umgebung wiederholt in Kampfhandlungen aufgrund der Nähe zum Rückzugsgebiet der Rebellen, dem Olymp, involviert. 1878 überschritten reguläre griechische Truppen die Grenze, mussten auf Intervention der europäischen Großmächte ihre Invasion abbrechen. Bei der Abtretung Thessaliens an Griechenland als Folge des Berliner Vertrages und seiner Nachfolgevereinbarungen wurde Elassona weiter als Teil des osmanischen Reiches belassen. Auch der Griechisch-Türkische Krieg von 1897 brachte keine Veränderung der Lage; vielmehr wurden die griechischen Truppen bei Elassona nach ihrem Angriff von den osmanischen Streitkräften geschlagen. Erst im ersten Balkankrieg von 1912 wurde Elassona von griechischen Truppen bereits zwei Tage nach Kriegsbeginn erobert. Die Hauptangriffsrichtung der griechischen Streitkräfte führte über Elassona, den Meluna-Pass und Servia zunächst nach Kozani, anschließend nach Thessaloniki. Nördlich von Elassona, zum Teil auch auf dem heutigen Gemeindegebiet, kam es zu Kämpfen zwischen der griechischen Invasionsstreitmacht und den osmanischen Abwehrkräften, welche für die Griechen siegreich endeten.
Nach dem ersten Balkankrieg wurde Elassona de facto, nach dem zweiten Balkankrieg mit dem Frieden von Bukarest 1913 endgültig Bestandteil des Königreich Griechenlands. Es gehörte – wie heute – der Verwaltungsregion Thessalien (damals Diamerisma) sowie der ihr untergeordneten Präfektur Larisa an. Im Zweiten Weltkrieg eroberten deutsche Truppen Elassona nach dem Einmarsch nach Griechenland Mitte April 1941. Elassona wurde anschließend von italienischen Truppen okkupiert, bis Italien 1943 die Achse verließ und auf Seiten der Alliierten Deutschland den Krieg erklärte. Daraufhin wurde die italienische Besatzung von einer deutschen abgelöst. Im Oktober 1944 zogen sich die deutschen Truppen zurück.

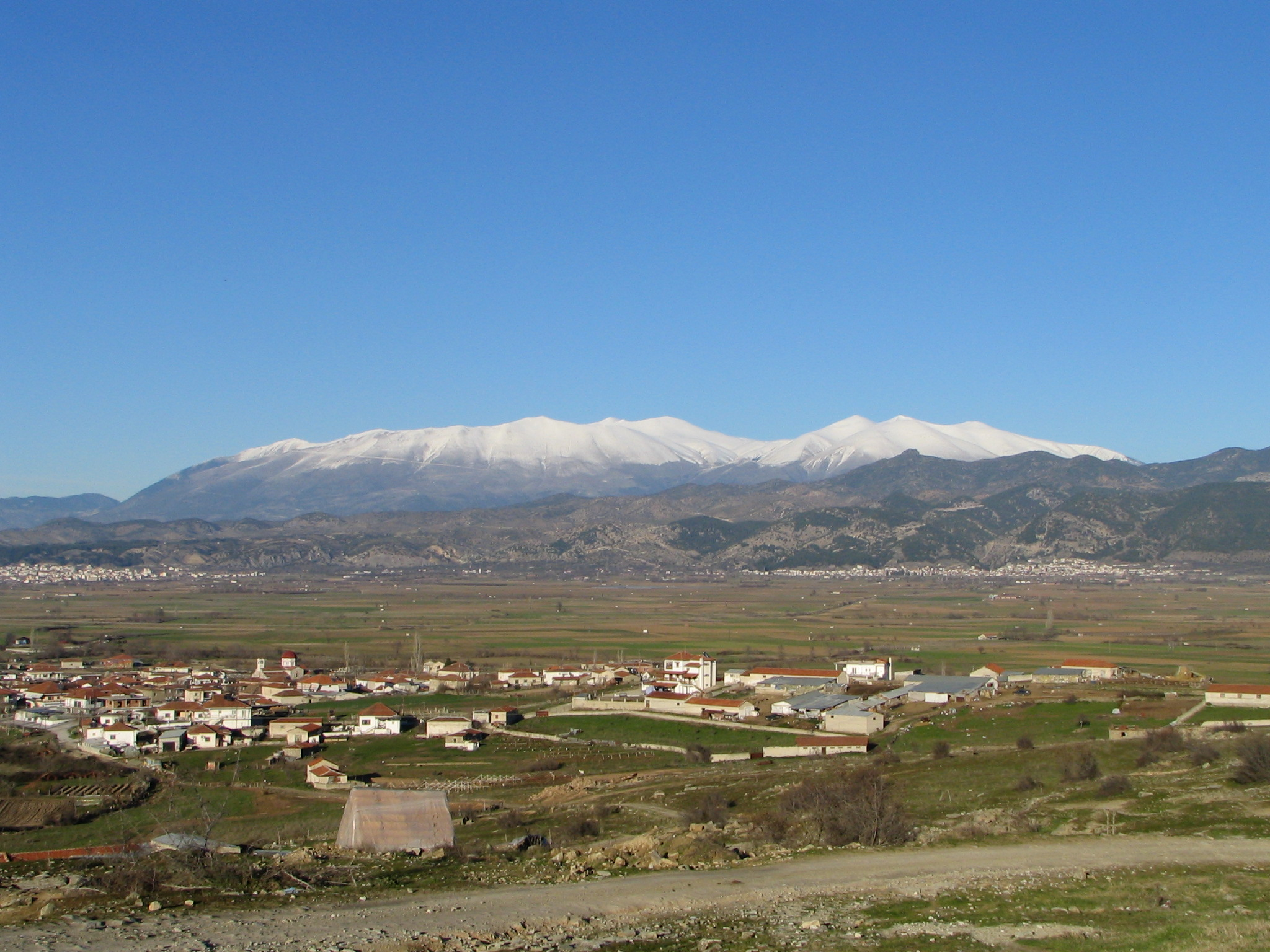
Blick auf den Olymp von Südwesten. Links vor dem Olymp Elassona, rechts davon Tsaritsani

Im griechischen Bürgerkrieg von Mitte 1946 bis Mitte 1949 war die Umgebung von Elassona mehrfach Schauplatz bewaffneter Auseinandersetzungen zwischen den kommunistisch kontrollierten Aufständischen und der regulären griechischen Armee unter dem Oberbefehl der rechtsgerichteten Regierung in Athen. Erneut kam dabei die Nähe zum Rückzugsraum für Guerillaaktivitäten, dem Olymbos, zum Tragen.
1997 wurde mit der griechischen Kommunalverwaltungsreform die Stadtgemeinde Elassona (Dimos Elassonas, Δήμος Ελασσόνας) geschaffen. Gleichzeitig endete die Existenz der Provinz Elassona, deren Verwaltungssitz Elassona bis 1997 gewesen war. Deren Gebiet umfasste bis 1964 auch das Gebiet von Deskati, was im Rahmen der Schaffung der Präfektur Grevena an diese abgegeben werden musste. Am 15. März 2006 rückte Elassona in das Blickfeld der griechischen Innenpolitik. Erstmals seit der griechischen Kommunalverwaltungsreform 1997 spaltete sich ein Gemeindegebiet von einer neu geschaffenen Gemeinde ab. Das Gemeindegebiet Tsaritsani wurde am 15. März 2006 selbständig. Die Gemeinde bestand bis zur Abspaltung von Tsaritsani aus zwölf Ortschaften, welche in acht Gemeindegebieten organisiert waren. Nach der Abspaltung hat die Gemeinde noch sieben Gemeindegebiete. Die Einwohnerzahl hat sich um 2321 vermindert, die Fläche ist um 57,791 km² abgesunken.
Mit der Verwaltungsreform 2010 wurde nicht nur die Abspaltung Tsaritsanis rückgängig gemacht, es wurden auch die Gemeinden Andichasia, Karya, Livadi, Olymbos, Potamia, Sarandaporo und Verdikousa in Elassona eingemeindet, wodurch die Gemeinde auf das Gebiet der ehemaligen Provinz anwuchs.

## Sehenswürdigkeiten

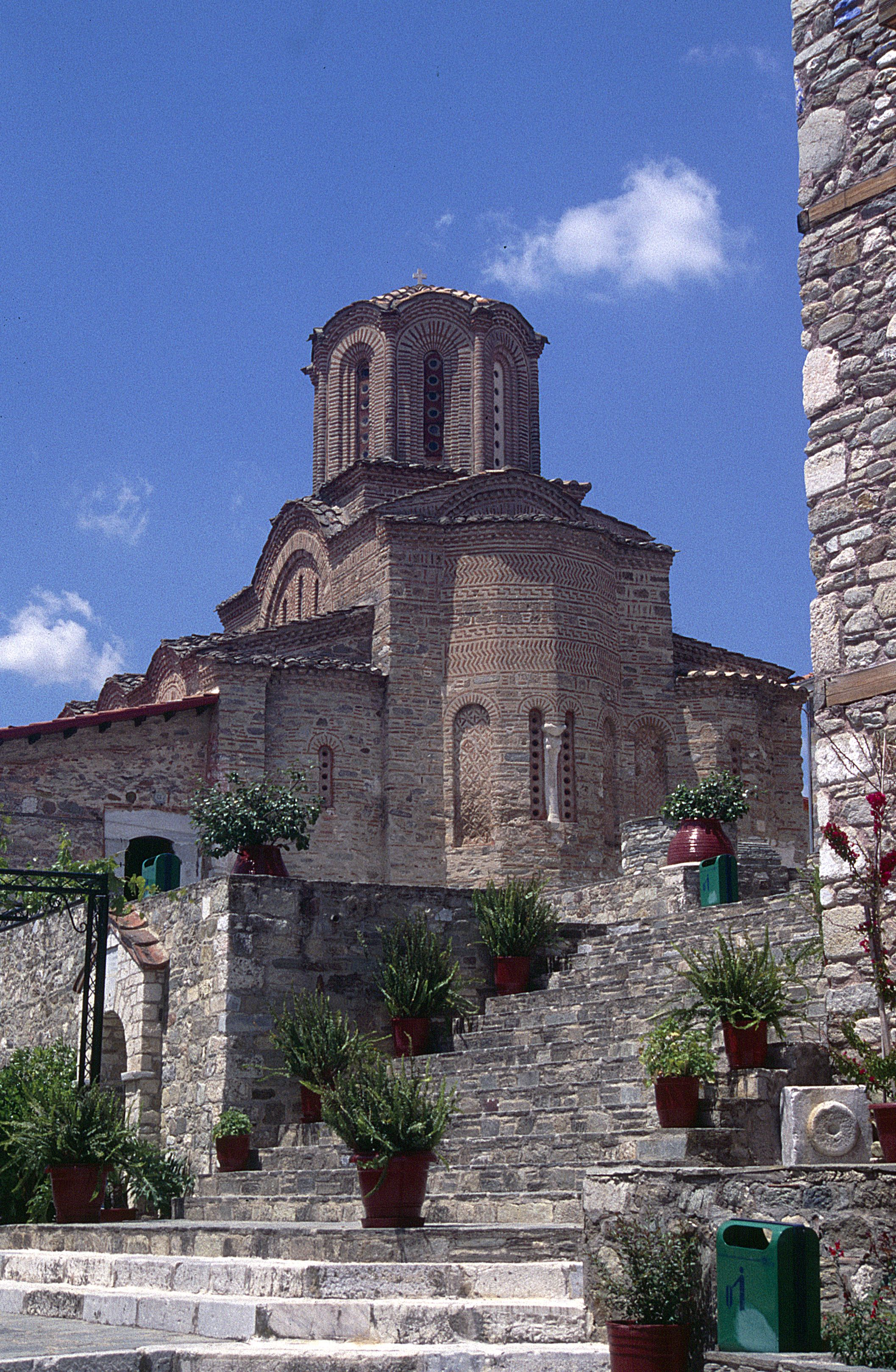
Panagia Olympiotissa

Über der Stadt, auf dem Gelände der einstigen Akropolis des antiken Olosson, steht die Panagia Olympiotissa, eine Kreuzkuppelkirche aus dem 14. Jahrhundert. Sie ist der Rest eines Mariä Himmelfahrt geweihten Klosters, das Ende des 13. Jahrhunderts vom byzantinischen Kaiser Andronikos Palaiologos gegründet worden ist. Der Name „Olympiotissa“ bezieht sich auf die im Kloster verwahrte Marienikone, die aus einem verlassenen Kloster in Karya am Olymp stammt. Das sehr große Mönchskloster verfügte über ein umfangreiches Vermögen und war jahrzehntelang geistiges und religiöses Zentrum Thessaliens, besonders während seiner Blütezeit im 16. und 18. Jahrhundert.

Der Innenraum enthält Fresken des 14. Jahrhunderts, die einem Künstler der mazedonischen Schule zugeschrieben werden. Die Holzschnitzereien der Ikonostase und der Pforte in der Westseite des erhöhten Chors hat Demetrios Metsovitis 1840 gestaltet.